# Bill Davis (rugby à XV)
Pour les articles homonymes, voir Bill Davis (homonymie) et Davis.

a Compétitions nationales et continentales officielles uniquement.

b Matchs officiels uniquement.
Dernière mise à jour le 7 mars 2023.
William (Bill) Leslie Davis, né le 15 décembre 1942 à Hastings, est un joueur de rugby à XV qui a joué avec l'équipe de Nouvelle-Zélande évoluant au poste de trois-quarts centre. 

## Carrière
Bill Davis dispute son premier test match avec l'équipe de Nouvelle-Zélande le 19 août 1967, à l’occasion d’un match contre l'équipe d'Australie. Il disputa son dernier test match contre l'équipe d'Afrique du Sud le 8 août 1970. 
Il joue avec la province de Hawke's Bay.

## Statistiques en équipe nationale
- Nombre de test matchs avec les Blacks :  11
- 12 points (4 essais)
- Nombre total de matchs avec les Blacks :  53
- Test matchs par année : 5 en 1967, 3 en 1968, 2 en 1969, 1 en 1970